# Spaniel Anh

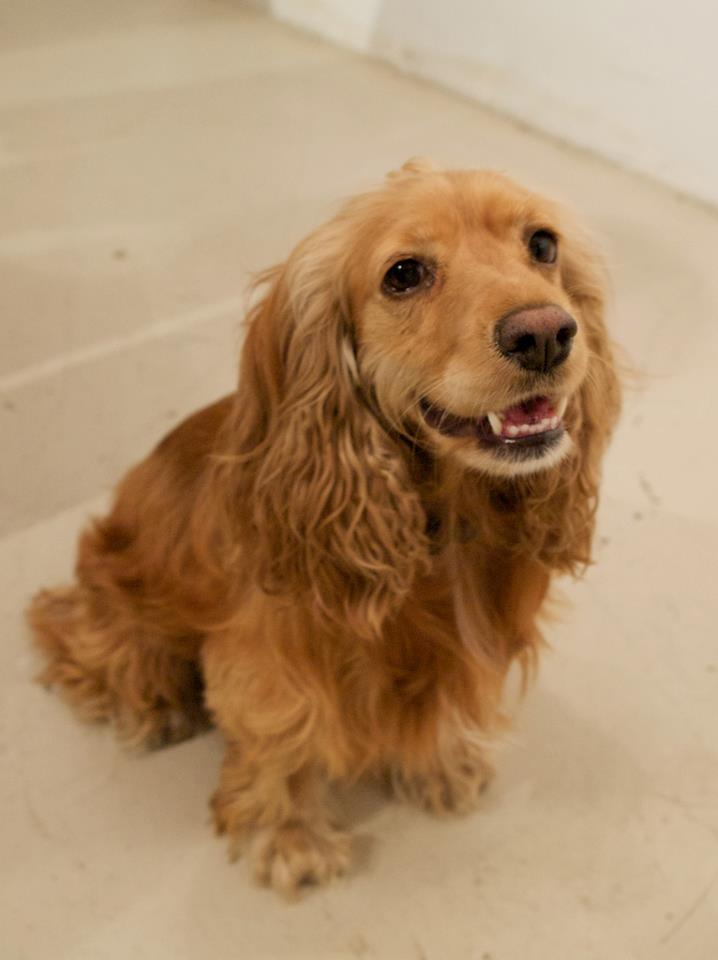
Một con Spanhơn Anh (English Cocker Spaniel)

English Cocker Spaniel hay còn gọi là Spaniel Anh là một giống chó có nguồn gốc từ nước Anh. Chúng thuộc nhóm chó săn. Những chú chó với đôi tai mềm và cái nhìn thơ ngây này có thể là một trong số những giống chó hung hăng nhất thế giới. 

## Lịch sử
Chúng là thành viên của đại gia đình chó Spaniel, một nhóm rất lớn gồm rất nhiều giống chó săn đến từ Tây Ban Nha. Ở nước Anh, chúng được dùng để đi săn trong những lãnh địa bạt ngàn của giới quý tộc và sau đó được phát triển theo những phân loài (dòng, nòi) khác nhau cho các mục đích riêng. Chúng được sử dụng nhiều nhất là để lùa các giống chim trời khi đi săn thủy cầm ở vùng đầm lầy, chúng có nhiệm vụ lùa những con chim trong bụi ra bãi trống trên đồng cỏ hoặc trong rừng nên đã được gắn cho cái tên là "chó chim" (cocker). Chúng là những con nhỏ (cân nặng nhẹ hơn 25 cân Anh) dùng để săn chim, gà rừng trong các khu rừng rậm được gọi là Cocker spaniel.
Giống chó English Cocker Spaniel là một trong những giống chó nhỏ nhất dùng trong môn thể thao đi săn (giống chó nhỏ nhất là giống chó American Cocker Spaniel, một giống chó có cùng nguồn gốc với English Cocker Spaniel. English Cocker Spaniel được mang tới Mỹ và Canada và thế kỷ 19 và được tiếp tục nuôi để sử dụng cho các mục đích đi săn tương tự ở châu Âu, những người muốn giữ lại phong cách Ăng lê cho giống chó này đã thành lập ra Câu lạc bộ chó English Cocker Spaniel của Mỹ và năm 1935, và thống nhất giữ nguyên hình dạng, không cho lai giống với dòng chó đã bị "Mỹ hoá" đang rất phổ biến. Giống chó English Cocker Spaniel tiếp tục được nuôi làm chó săn, làm bạn, làm vật nuôi trong nhà của người, cũng như nuôi để tham gia thi chó đẹp, thi kỹ năng, làm chó nghiệp vụ đánh hơi và tìm kiếm.

## Tính khí
Tính hung hăng hiếu chiến là một đặc tính di truyền, rằng gen cùng các điều kiện nuôi nấng đều có thể quyết định cách cư xử của một chú chó. Spanhơn là giống chó có nhiều vấn đề liên quan tới tính khí hung hăng hơn hẳn. Trường Thú Y thuộc Đại học tự trị Barcelona đã phân tích 1.040 trường hợp chó gây hấn được mang tới bệnh viện huấn luyện chó trong khu vực các năm 1998 – 2006. Trong số này, chủ yếu các trường hợp là giống Spanhơn Anh, Rottweiler, chó võ sĩ Boxers, chó sục Yorkshire, và chó chăn cừu Đức. Giống chó Spanhơn của Anh có xu hướng phản ứng hung hăng với chủ nuôi và những người lạ hơn các giống chó khác.
Trong loài Spanhơn Anh, những con đực lông vàng lại là những con có tính khí thù địch nhất, rằng những con Spanhơn đực, lông vàng có tính khí hiếu chiến hơn những con cái và những con có lông đen hoặc nhiều màu. Các melanin sắc tố có cùng đặc điểm sinh học với dopamine và các thành phần hóa học khác của não liên quan tới tính khí hung hăng. Sự thiếu thông tin về cách phản ứng của loài vật này dẫn tới giáo dục không thỏa đáng của người nuôi chó" cũng là một nguyên nhân. Bên cạnh đó, cũng có ý kiến cho rằng chúng là một thành viên gia đình rất tình cảm, trung thành, và dè dặt trước người lạ.